# Gebol
GEBOL je zkratka, která znamená „Get European Business Online“ (volně přeloženo: „dostat evropské podnikatele na internet“).
Projekt schválila Národní agentura pro evropské programy (NAEP) ke spolufinancování v programu Leonardo da Vinci, přenos inovací v letech 2011–2013. Projekt přenáší iniciativu společnosti Google, která umožnila získat mnoha drobným podnikům ve Velké Británii vlastní webovou prezentaci s minimem úsilí a nákladů díky šablonám Google. Na projektu GEBOL spolupracují organizace z České republiky, Velké Británie, Německa, Bulharska, Rumunska, Španělska a Nizozemska, projekt řídí Euroface Consulting s.r.o.
V rámci projektu vytvořili zapojení studenti celkem 70 webových stránek, které slouží malým a středním podnikům, jejichž zástupci byli zároveň proškoleni pro jejich další rozvoj. Do projektu se zapojilo více než 50 učitelů, kteří přistoupili na hodnocení studentů dle jejich výsledků prezentovaných ve formě nově vytvořené webové stránky a ocenili jejich práci mezinárodně uznávaným certifikátem INGOT.